# Erzbistum Ndola
Das Erzbistum Ndola (lateinisch Archidioecesis Ndolaensis, englisch Archdiocese of Ndola) ist eine in Sambia gelegene römisch-katholische Diözese mit Sitz in Ndola. Seit 2024 ist sie Metropolitansitz der Kirchenprovinz Ndola.

## Geschichte
Papst Pius XI. gründete die Apostolische Präfektur Ndola am 8. Januar 1938 aus Gebietsabtretungen der Apostolischen Präfektur Broken Hill. Am 3. Januar 1949 wurde sie mit der Apostolischen Konstitution Si in aliqua in den Rang eines Apostolischen Vikariats erhoben. 
Am 9. April 1959 verlor es einen Teil seines Territoriums zur Errichtung der Apostolischen Präfektur Solwezi. Am 25. April des gleichen Jahres wurde es mit der Bulle Cum christiana fides zum Bistum erhoben und dem Erzbistum Lusaka als Suffragandiözese unterstellt wurde. Seit 1982 besteht eine Partnerschaft mit dem deutschen Bistum Limburg.
Am 18. Juni 2024 errichtete Papst Franziskus die Kirchenprovinz Ndola und erhob das Bistum Ndola in den Rang eines Erzbistums und Metropolitansitzes. Gleichzeitig unterstellte er dem Erzbistum Ndola die Bistümer Kabwe und Solwezi als Suffraganbistümer.

## Ordinarien

### Apostolischer Präfekt von Ndola
- Francis Costantin Mazzieri OFMConv (4. Februar 1938 – 13. Januar 1949)

### Apostolischer Vikar von Ndola
- Francis Costantin Mazzieri OFMConv (13. Januar 1949 – 25. April 1959)

### Bischöfe von Ndola
- Francis Costantin Mazzieri OFMConv (25. April 1959 – 26. November 1965)
- Nicola Agnozzi OFMConv (1. Februar 1966 – 10. Juli 1975)
- Dennis Harold De Jong (10. Juli 1975 – 17. September 2003)
- Noel Charles O’Regan SMA (1. Oktober 2004 – 16. Januar 2010)
- Alick Banda (16. Januar 2010 – 30. Januar 2018, dann Erzbischof von Lusaka)
- Benjamin Phiri (3. Juli 2020 – 18. Juni 2024)

### Erzbischof von Ndola
- Benjamin Phiri (seit 18. Juni 2024)

## Statistik
| Jahr | Bevölkerung | Bevölkerung | Bevölkerung | Priester     | Priester         | Priester       | Priester               | Ständige Diakone | Ordensleute  | Ordensleute      | Pfarreien |
| Jahr | Katholiken  | Einwohner   | %           | Gesamtanzahl | Diözesanpriester | Ordenspriester | Katholiken je Priester | Ständige Diakone | Ordensbrüder | Ordensschwestern | Pfarreien |
| ---- | ----------- | ----------- | ----------- | ------------ | ---------------- | -------------- | ---------------------- | ---------------- | ------------ | ---------------- | --------- |
| 1950 | 29.143      | 261.000     | 11,2        | 25           |                  | 25             | 1.165                  |                  | 32           | 38               | 15        |
| 1970 | 138.375     | 815.000     | 17,0        | 48           |                  | 48             | 2.882                  |                  | 58           | 107              |           |
| 1980 | 723.000     | 2.065.000   | 35,0        | 71           | 5                | 66             | 10.183                 |                  | 83           | 105              | 71        |
| 1990 | 937.000     | 2.786.000   | 33,6        | 119          | 29               | 90             | 7.873                  |                  | 115          | 135              | 85        |
| 2000 | 750.000     | 2.000.000   | 37,5        | 101          | 31               | 70             | 7.425                  |                  | 101          | 194              | 69        |
| 2007 | 865.000     | 2.072.000   | 41,7        | 153          | 43               | 110            | 5.653                  | 4                | 161          | 230              | 67        |
| 2024 | 1.920.580   | 3.223.400   | 59,6        | 187          | 106              | 81             | 10.270                 |                  | 151          | 340              | 84        |